# 捷星香港航空
捷星香港航空（英語：Jetstar Hong Kong Airways Limited）是一間曾在香港籌組但未曾成功營運的低成本航空公司。

## 公司歷史
捷星香港航空成立於2012年並由中國東方航空及澳洲航空合資經營。其後於2013年6月6日，由何超瓊管理投資的信德集團宣布以逾五億港元入股捷星香港，入股後與東航及澳航各持佔三成三均等股權。
2013年8月，在捷星香港航空的空運牌照申請刊憲後，遭到香港所有民航業者——國泰航空及香港航空提出的反對。2015年1月，空運牌照局就捷星香港的申請舉行有關“以港為主要營業地”的公開研訊。
運輸及房屋局局長於2013年6月公開表示當局就香港指定航空公司的制度進行檢討並在檢討完畢前不會處理任何有關申請 。在2014年4月，運輸及房屋局表示香港政府已完成有開指定對香港航空公司制度的覆檢。
捷星香港的公司註册處之公司資料已於2014年2月更新，反映的變動包括股東的投票權結構，以及本地股東信德集團委任的新增兩名位董事會成員的股東資料。捷星香港董事局上的投票權結構變動賦予信德集團投票權為51%，聯同東方航空及澳洲航空分別各持24.5%。
2015年6月25日，香港空運牌照局拒絕捷星香港的牌照申請，理由是捷星香港是澳洲特許經營航空公司，被認為不符合《基本法》第134條（2）有關以香港為主要營業地的要求。
2015年8月20日，母公司之一的澳洲航空於年報中表明，今後不會再向捷星香港作出投資。
在2014年8月，捷星香港售出三架空中巴士A320客機。同年8月，捷星香港確實再售出三架飛機合共六架空中巴士A320客機。
2015年3月，捷星香港再出售兩架空中巴士A320客機。